# Raleigh–Durham nemzetközi repülőtér
A Raleigh–Durham nemzetközi repülőtér (IATA: RDU, ICAO: KRDU) az Amerikai Egyesült Államok egyik jelentős nemzetközi repülőtere, amely Raleigh közelében található. Éves utasforgalma 14 523 996 fő (2023).

## Futópályák
A repülőtér futópályái:
- 05L/23R (10 000 ft, 150 ft, beton)
- 05R/23L (7500 ft, 150 ft, aszfalt)
- 14/32 (3570 ft, 100 ft, aszfalt)

## Forgalom
Az utasforgalom az elmúlt években az alábbi módon változott:
| Utasok száma | 2 771 009 | 8 594 671 | 9 695 886 | 7 228 653 | 8 241 253 | 9 432 925 | 9 101 920 | 9 943 331 | 14 218 621 | 14 523 996 |
|              | 1985      | 1989      | 1993      | 1998      | 2002      | 2006      | 2010      | 2015      | 2019       | 2023       |